# Bruno Maaß
Bruno Maaß (* 6. Mai 1888 in Stralsund; † 30. April 1964) war ein deutscher Politiker (SPD/FDP) und Landtagsabgeordneter in Nordrhein-Westfalen.

## Leben und Beruf
Nach dem Schulbesuch absolvierte Maaß eine kaufmännische Ausbildung. Er war von 1906 bis 1924 als Gewerkschafts- und Parteisekretär tätig. Der SPD gehörte er von 1906 bis 1933 an. Mitglied der FDP wurde er 1946. Maaß war in zahlreichen Gremien der FDP vertreten. Nach dem Zweiten Weltkrieg war er als Geschäftsführer einer Wohnungsgesellschaft beschäftigt.

## Politik
Vom 20. April 1947 bis zum 17. Juni 1950 war Maaß Mitglied des Landtags des Landes Nordrhein-Westfalen. Er wurde über die Landesliste seiner Partei gewählt. Ab 1946 bis 1952 war er Mitglied des Stadtrates der Stadt Duisburg.